# Minnets labyrint
Minnets labyrint är en kriminalroman av Elizabeth George, utgiven i USA år 2001. Engelska originalets titel är A Traitor to Memory. Ulla Danielsson översatte romanen till svenska samma år som den kom ut.

## Handling
På en gata i London blir en äldre dam överkörd i något som först ser ut som en smitningsolycka men snart visar sig vara ett överlagt mord. Kvinnan visar sig även vara en gammal bekant till Lynleys chef, Malcolm Webberly, och tillsammans med kollegerna Barbara Havers och Winston Nkata sätts Lynley på fallet. Under utredningen möter Lynley och hans medarbetare den dödas son Gideon, en ung violinvirtuos som drabbats av rampfeber, och den märkliga kretsen kring honom. I bakgrunden figurerar även ett 20 år gammalt, men uppklarat, mord. Parallellt med Lynleys utredning får läsaren även följa hur den plågade violinisten Gideon genomför försök att minnas händelser från sin barndom och hur dessa kan hänga ihop med det som så småningom leder till hans mors död. I det privata måste Lynley under tiden hantera sina blandade känslor i samband med hustrun Helens graviditet, Havers sin frustration över en tidigare degradering och Nkata vissa känslor för en kvinna som är inblandad i mordutredningen.